# Training Within Industry
Training Within Industry (TWI) – program rozwoju umiejętności przełożonych (brygadzistów, mistrzów, liderów, kierowników itp.) w zakresie Instruowania Pracowników (IP), budowania dobrych Relacji z Pracownikami (RP), doskonalenia Metod Pracy (MP) oraz zapewnienia Bezpieczeństwa Pracy (BP).
Uważa się, że TWI stał się podstawą japońskich metod zarządzania, takich jak lean management. Sukces programu TWI wynikał z faktu, że każda z jego metod zbudowana była w oparciu o cykl Plan-Do-Check-Act (PDCA), który został opracowany przez Williama Edwardsa Deminga. Po II wojnie światowej program TWI przekazano między innymi do Japonii, gdzie takie firmy, jak Toyota czy Sanyo wykorzystały go, aby zbudować fundamenty do rozwijania swoich efektywnych metod produkcji. Program TWI został wchłonięty przez Toyotę i stał się integralną częścią systemu Toyota Production System. W 2008 roku, podczas Konferencji TWI (TWI Summit), Jim Huntzinger podsumował rolę programu TWI przy wdrażaniu Lean Management, mówiąc: „Twoja firma nie stanie się Lean tylko praktykując program TWI, ale również nie będzie Lean bez programu TWI”. Program TWI był podstawą przy tworzeniu kultury zarządzania w Toyocie, która opierała się na ciągłym doskonaleniu oraz nieustannym procesie nauczania. Jest to punkt startowy przy wdrażaniu filozofii Lean Management.

## Historia
Program Training Within Industry – TWI został opracowany w Stanach Zjednoczonych w czasie II wojny światowej. Był on odpowiedzią Departamentu Obrony na zapotrzebowanie przemysłu zbrojeniowego na nowych pracowników. Kiedy w październiku 1941 roku Pan Sidney Hillman, Komisarz ds. Zatrudnienia w USA, przedstawiał program Training Within Industry powiedział: „Tak jak kochamy wolność, nie możemy dopuścić do upadku największej armii wolności. Musimy produkować dwa samoloty na każdy jeden Hitlera, dwa czołgi na jego jeden, dwa statki na jego jeden, dwie bronie na jego jedną”. Ta deklaracja jednoznacznie definiowała w jaki sposób USA będzie przygotowywać się do działań wojennych. Niestety większość doświadczonych pracowników została wcielona do armii, która musiała walczyć na dwóch frontach (w Europie i na Pacyfiku). Z drugiej strony powstało zwiększone zapotrzebowanie na wyposażenie i sprzęt potrzebny do walki. Przedsiębiorstwa były zmuszone do zatrudniania młodzieży oraz kobiet, które wcześniej nie pracowały w przemyśle. W USA podjęto wiele działań, między innymi dla kobiet, aby zachęcać je do pracy w przemyśle. Wysiłkiem czołowych amerykańskich menadżerów i naukowców opracowano program rozwoju brygadzistów i mistrzów, nazwany Training Within Industry TWI (Trening w Przemyśle). Celem programu TWI był szybki rozwój nowej, utalentowanej kadry produkcyjnej, aby w efekcie uzyskać wzrost produktywności i jakości. Wdrożenie programu TWI w przemyśle amerykańskim przyniosło olbrzymie korzyści oraz walnie przyczyniło się do zwycięstwa nad wojskami Hitlera. Z 600 firm produkcyjnych, które brały udział w programie TWI podczas II wojny światowej:
- 100% uczestniczących firm skróciło czas szkolenia nowych pracowników o 25% lub więcej,
- 86% firm zwiększyło wydajność o 25% lub więcej,
- 88% firm zredukowało pracochłonność na produkt o 25% lub więcej,
- 55% firm zredukowało braki o ponad 25%,
- 100% firm zredukowało reklamacje o ponad 25%.

## Rola lidera w programie TWI
W programie TWI liderem nazywa się osobę, która formalnie zarządza grupą ludzi (kierownik, brygadzista, mistrz), ale również doświadczonych operatorów, którzy np. w momencie szkolenia biorą odpowiedzialność za uczonego pracownika. Liderzy zazwyczaj odpowiedzialni są za:
1. Pracę zgodną z ustalonym standardem w czasie pracy na linii.
2. Zapewnienie operatorom warunków pozwalających na pracę zgodną ze standardem (odpowiednie narzędzia, reagowanie na problemy itp.).
3. Szkolenie operatorów w wykonaniu pracy zgodnej ze standardem.
4. Audytowanie wykonania pracy zgodnie ze standardem.
5. Analizowanie usprawnień w metodzie wykonywania pracy zgłaszanych przez operatorów i zgłaszanie własnych.
6. Tworzenie dokumentacji pracy przy współpracy ze służbami wspierania produkcji.
7. Dbanie o aktualność dokumentacji na stanowisku.

Program TWI daje konkretne metody, aby wspierać liderów w ich codziennych obowiązkach zarządczych.

## Struktura programu TWI
Program TWI obejmuje rozwój czterech umiejętności przełożonych na produkcji (przez przełożonego rozumiemy tu głównie liderów, mistrzów, brygadzistów, ale również doświadczonych operatorów):
- umiejętność Instruowania Pracowników IP,
- umiejętność doskonalenia Metod Pracy MP,
- umiejętność budowy dobrych Relacji z Pracownikami RP (określana czasem jako umiejętność przywództwa),
- umiejętność zapewniania Bezpieczeństwa Pracy BP.

## Instruowanie Pracowników – TWI IP
Instruowanie Pracowników TWI IP to sposób efektywnego szkolenia pracowników z tego, jak powinni prawidłowo, bezpiecznie i świadomie wykonywać swoje zadania produkcyjne. Dzięki tej metodzie przełożeni nauczą się jak można szybko i skutecznie szkolić nowych pracowników, aby efektywnie, bezpiecznie i świadomie wykonywali swoją pracę, co powinno prowadzić do wzrostu wydajności.
Metoda TWI IP obejmuje cztery kroki przygotowania szkoleń dla podwładnych:
1. Odpowiednie przygotowanie szkolonego.
2. Własnoręczne wykonanie pracy, którą pracownik będzie wykonywał, informując go przy tym o wszystkich Głównych Krokach, Wskazówkach i powodach dla których wskazówki są tak ważne w danej pracy.
3. Umożliwienie szkolonemu wykonania pokazanej pracy, równocześnie wymagając od niego objaśnienia Głównych Kroków, Wskazówek i powodów występowania wskazówek.
4. Monitorowanie postępów samodzielnej pracy szkolonego.

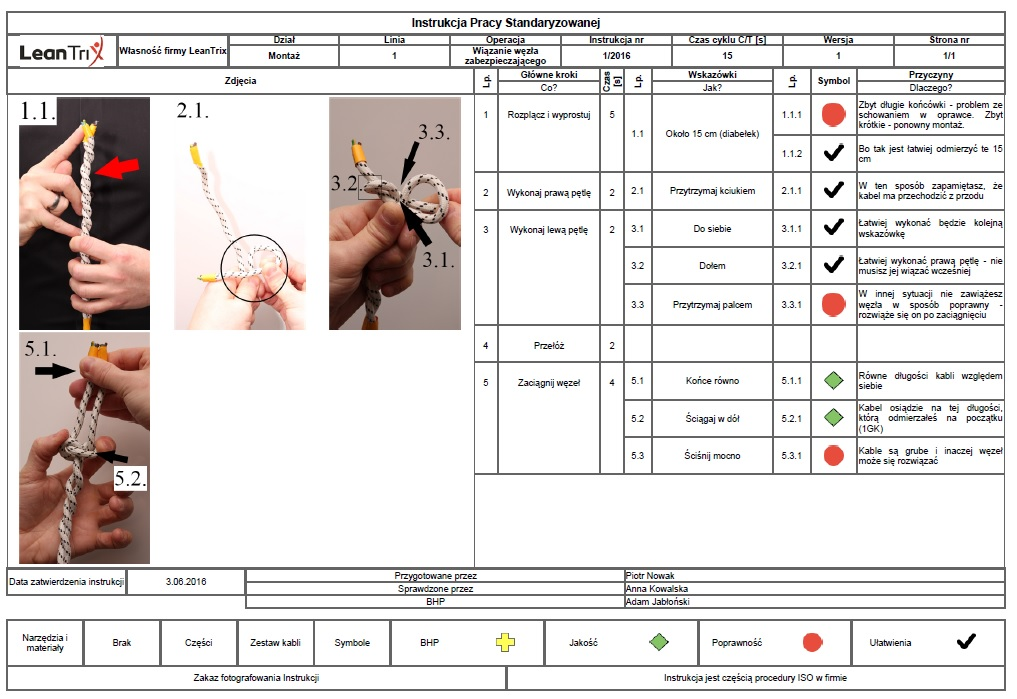
Instrukcja TWI dla historycznego węzła zabezpieczającego używanego podczas II Wojny Światowej

Poza poprawnym procesem szkolenia pracowników, każdy przełożony zobowiązany jest do poprawnego przygotowania się do szkolenia. Metoda IP zawiera konkretne wskazówki w jaki sposób przygotować efektywne szkolenia dla swoich pracowników. Pierwszym krokiem organizacji szkolenia jest przygotowanie ram czasowych. Kolejnym krokiem jest przygotowanie podziału pracy, który równoznaczny jest z wyznaczeniem Głównych Kroków, Wskazówek i powodów, dla których są to Wskazówki w danej pracy (rys). Trzecim krokiem jest przygotowanie wszelkich potrzebnych narzędzi, wyposażenia i materiałów, które będą potrzebne przy szkoleniu pracowników. Ostatnim krokiem szkolenia jest odpowiednie przygotowanie stanowiska pracy. W obecnych czasach powszechnie stosowane są w przemyśle Instrukcje TWI, które poza podziałem pracy na główne kroki i wskazówki zawiera zdjęcia oraz symbole wspomagające pracę operatora. Na zdjęciu zaprezentowano instrukcję wykonaną dla historycznego przykładu węzła zabezpieczającego używanego na szkoleniach TWI podczas II Wojny Światowej.
Metoda TWI IP pozwala wyeliminować typowe błędy popełniane przez instruktorów (zwykle mistrzów, brygadzistów, ustawiaczy) w polskich przedsiębiorstwach. W tabeli przytoczono problemy, które metoda TWI IP pozwala wyeliminować.
| Błędy w instruowaniu                                                                                         | Eliminacja w metodzie IP |
| --- | --- |
| Instruowanie przez pokazywanie (nowy pracownik chodzi za instruktorem i śledzi jego pracę).                  | Trzy praktyczne demonstracje instruktora połączone ze stopniowym omówieniem głównych kroków, wskazówek i ich przyczyn. Cztery prezentacje ucznia pozwalają sprawdzić, czy opanował on pracę.            |
| Opowiadanie nowemu pracownikowi o czynnościach (Instruktaż „na sucho”), przekazywanie zbyt wielu informacji. | Wymagany jest praktyczny instruktaż na stanowisku pracy wraz z wykonaniem pracy. Arkusz Podziału Pracy (APP) pozwala instruktorowi podzielić przekazywaną wiedzę na małe porcje, łatwe do przyswojenia. |
| Odsyłanie do instrukcji stanowiskowych.                                                                      | Metoda 4 kroków wymaga prezentacji pracy, sprawdzenia ucznia i ciągłego nadzoru. |
| Pomijanie ważnych wskazówek.                                                                                 | Opracowanie APP przez instruktora sprawia, że ważne wskazówki nie zostają pominięte. |
| Brak nadzoru po szkoleniu.                                                                                   | Krok 4 metody obejmuje fazę nadzorowania po szkoleniu. |

Metoda TWI IP na ogół w polskich firmach jest szybko przyswajana przez mistrzów, brygadzistów i ustawiaczy, choć nie zawsze na początku wykonują oni systematycznie wszystkie etapy kroku 1 (przygotuj ucznia) oraz 4 (nadzoruj). W badanych przedsiębiorstwach pracownicy potrafili wykonać pracę po instruktażu, który w większości wypadków trwał stosunkowo krótko od 20 minut do 2 godzin (krótsze czasy dla prostych operacji montażowych, dłuższe np. dla czynności obsługowych maszyn). Pracownicy zgłaszali pozytywne uwagi odnośnie do bardzo jasnego sposobu instruowania.

## Doskonalenie Metod Pracy – TWI MP
Doskonalenie Metod Pracy (TWI MP) to sposób efektywnego doskonalenia obecnych metod pracy tak, aby przy tych samych zasobach ludzkich, maszynach i materiałach być zdolnym do produkowania większej liczby dobrych jakościowo wyrobów w krótszym odstępie czasu. Metoda TWI MP stała się podstawą japońskiego podejścia kaizen.
Metody Pracy obejmują cztery kroki tworzenia nowego i udoskonalonego sposobu wykonywania danej pracy:
1. Podział danej pracy na elementy składowe (czynności).
2. Analiza elementów wykonywanych czynności w aktualnej metodzie pracy.
3. Doskonalenie, na podstawie ustalonych zasad, czynności wykonywanych w obecnej pracy tak, aby opracować nową i bardziej efektywną metodę wykonywania pracy.
4. Wdrożenie nowej metody.

Metoda TWI MP umożliwia przełożonym stworzenie, z wykorzystaniem wiedzy i doświadczenia podwładnych, lepszej metody pracy, która zwiększy liczbę wytwarzanych, dobrych jakościowo produktów, skróci czas wykonywania zabiegów oraz pozwoli wprowadzić standard, który będzie akceptowany zarówno przez przełożonych, jak i podwładnych.

## Relacje z Pracownikami – TWI RP
Relacje z Pracownikami (TWI RP) to sposób efektywnego rozwiązywania problemów kierownictwa z pracownikami. Dzięki tej metodzie kierownicy nauczą się, jak można skutecznie budować dobre relacje z podwładnymi, jak również rozwiązywać powstałe problemy.
Metoda RP obejmuje cztery kroki poprawnego postępowania z podwładnymi i rozwiązywania problemów:
1. Zdobycie wszystkich faktów.
2. Przemyślenie potencjalnych rozwiązań, ich skutków i wybór rozwiązania.
3. Podjęcie działań.
4. Sprawdzenie rezultatów poczynionych działań.

Metoda TWI RP umożliwia przełożonym zbudowanie stałych, dobrych relacji ze swoimi pracownikami. Dzięki temu przełożony staje się nie tylko zwierzchnikiem podwładnego, ale i jego partnerem zawodowym, a to w konsekwencji zaowocuje szybszym dostrzeżeniem problemu. Pierwszym elementem umożliwiającym uzyskanie dobrych relacji z pracownikami jest przekazanie im informacji o tym, jak wykonują swoją pracę. Kolejnym elementem jest pochwała danego pracownika, kiedy wykonał swoją pracę prawidłowo. Trzecią ważną zasadą jest informowanie pracowników o wszystkich zmianach, które ich dotyczą. Ostatnią zasadą jest umiejętne wykorzystanie wszystkich zdolności i umiejętności swoich pracowników.

## Bezpieczeństwo Pracy – TWI BP
Twórcy programu TWI szybko zdali sobie sprawę, że nie ma możliwości, aby bezpośredni przełożony skutecznie zarządzał swoim obszarem pracy kiedy nie jest on bezpieczny. Nie ma możliwości osiągnięcia stabilizacji procesu bez poprawy bezpieczeństwa. Dlatego parę lat po stworzeniu modelu trzech głównych umiejętności dobrego przełożonego (IP, MP i RP) opracowano czwartą metodę, która miała wyćwiczyć w przełożonych umiejętność kreowania bezpiecznego środowiska pracy. Metoda TWI BP zorientowana jest na prewencję, a swoją skuteczność zawdzięcza 4-krokowemu podejściu:
1. Identyfikacja miejsc będących przyczynami zagrożeń.
2. Określenie środków zaradczych.
3. Wprowadzenie w życie działań zaradczych.
4. Kontrola rezultatów.

Skuteczny system bezpieczeństwa pracy to przede wszystkim identyfikacja zagrożeń i próba ich eliminowania, analizowanie stanowiska pracy przez brygadzistów i mistrzów we współpracy z operatorami. Skuteczny system bezpieczeństwa to proces ciągłego doskonalenia. Nie wystarczające jest tylko szkolenie pracowników i wyposażanie ich w środki ochrony osobistej. Należy pracować z nimi nad eliminacją zagrożeń, a jeżeli nie jest to możliwe, to nad projektowaniem możliwie najlepszych środków technicznych, które mogą uchronić ich przed zagrożeniem. Należy założyć, że na każdym stanowisku są zagrożenia.

## Program TWI w Polsce
Od 2006 roku istnieje program TWI Polska, który powstał przy Lean Enterprise Institute Polska. Celem programu jest pomoc polskim przedsiębiorstwom w praktycznym wdrażaniu zasad programu TWI, który jest podstawą filozofii Lean Management. Pierwotnie program TWI dedykowany był wyłącznie dla firm produkcyjnych. Od 2010 roku trwają aktywne działania mające na celu wdrażanie programu TWI w środowisku usługowym. W 2012 roku po raz pierwszy w Polsce na Konferencji Lean Management przedstawiony został przykład zastosowania programu TWI w środowisku biurowym. Firmy usługowe przywiązują coraz większą wagę do efektywności pracy. Program TWI dostarcza szeregu przydatnych i stosunkowo łatwych w opanowaniu narzędzi, takich jak: analiza pracy z wykorzystaniem arkusza podziału pracy (MP), standaryzacja pracy powiązana z instruowaniem pracowników (IP) oraz rozwiązywanie problemów i budowanie relacji w zespole (RP). Posługiwanie się nimi ułatwia dostrzeżenie marnotrawstwa, umożliwia jego wyeliminowanie poprzez wdrożenie usprawnień zapewniających powtarzalną jakość oraz zwiększa produktywność pracy nawet o kilkadziesiąt procent. Od 2014 roku trwają prace badawcze prowadzone przez zespół naukowy LeanTrix, w ramach których opracowano pierwszy na Świecie system IT wspomagający wdrażanie i utrzymanie programu TWI w przedsiębiorstwach produkcyjnych, usługowych, czy służbie zdrowia. W 2016 roku w Polsce powstało Polskie Stowarzyszenie Praktyków TWI, które jest organizacją non-profit zrzeszającą osoby z przemysłu wdrażające program TWI w swoich organizacjach.